# Heinz Wengler
Heinz Wengler (* 27. September 1912 in Wehrendorf, Landkreis Herford; † 1. Oktober 1942 im Feldlazarett Dewitza) war ein deutscher Radrennfahrer.

## Sportlicher Werdegang
Wengler begann ab 1927 als Mitglied des Radsportvereins RC Zugvogel in Bielefeld organisiert Radsport zu betreiben. Am Ende seiner ersten Saison hatte er 19 Siegerschleifen errungen. Anfang der 1930er Jahre gehörte er zur deutschen Amateur-Bahnnationalmannschaft, die von Willi Frenzel aus Leipzig formiert worden war. Zeitweilig war er sogar gleichzeitig Mitglied der Nationalmannschaften Bahn und Straße. In der Saison 1934 gewann er 30 Bahnrennen sowie das Straßenrennen Quer durch das Ravensburger Land. 1935 gewann er die Rennen Quer durch die Lüneburger Heide und den Preis der Kunst- und Gartenstadt Düsseldorf. 1936 wurde er wegen „unkorrekten Verhaltens“ vom Deutschen Radfahrer-Verband (DRV) gesperrt und durfte bei den Olympischen Spielen nicht starten.
Die Profi-Karriere von Heinz Wengler, während der er für das Bielefelder Radsportteam Dürkopp fuhr, dauerte von 1937 bis zu seinem Tod 1942. Sein erfolgreichstes Jahr hatte er 1937, als er das zweite Teilstück der 17. Etappe der Tour de France gleichauf mit dem Belgier Adolphe Braeckeveldt sowie eine Etappe der Deutschland-Rundfahrt gewann. 1938 belegte er bei der Deutschland-Rundfahrt Rang zehn in der Gesamtwertung. Wegen seiner zierlichen Statur nannten ihn seine Radsport-Kollegen „Herr Schmal“. Zum Ende der Saison 1939 führte er die Jahresbestenliste des DRV an. Wengler war zudem ein erfolgreicher Steher auf der Bahn. 1941 gewann er das Goldene Rad von Berlin (Kleines Goldenes Rad).
Wengler fiel im Zweiten Weltkrieg als Soldat an der Ostfront.

## Erfolge
1937
- eine Etappe Tour de France
- eine Etappe Internationale Deutschland-Rundfahrt (Einzelzeitfahren)

## Grand Tour-Platzierungen
| Grand Tour         | 1937 | 1938 |
| ------------------ | ---- | ---- |
| Tour de FranceTour | 37   | DNF  |